# Уэст-Банк (тауншип, Миннесота)
Уэст-Банк (англ. West Bank) — тауншип в округе Суифт, Миннесота, США. На 2000 год его население составило 200 человек.

## География
По данным Бюро переписи населения США площадь тауншипа составляет 93,7 км², из которых 93,7 км² занимает суша, водоёмов нет.

## Демография
По данным переписи населения 2000 года здесь находились 200 человек, 74 домохозяйства и 54 семьи.  Плотность населения —  2,1 чел./км².  На территории тауншипа расположено 85 построек со средней плотностью 0,9 построек на один квадратный километр. Расовый состав населения: 97,00 % белых, 3,00 % — других рас США. Испанцы или латиноамериканцы любой расы составляли 2,00 % от популяции тауншипа.
Из 74 домохозяйств в 40,5 % воспитывались дети до 18 лет, в 68,9 % проживали супружеские пары, в 2,7 % проживали незамужние женщины и в 25,7 % домохозяйств проживали несемейные люди. 23,0 % домохозяйств состояли из одного человека, при том 5,4 % из — одиноких пожилых людей старше 65 лет. Средний размер домохозяйства — 2,70, а семьи — 3,20 человека.
33,5 % населения — младше 18 лет, 3,0 % — в возрасте от 18 до 24 лет, 28,5 % — от 25 до 44, 19,5 % — от 45 до 64, и 15,5 % — старше 65 лет. Средний возраст — 37 лет. На каждые 100 женщин приходилось 129,9 мужчин.  На каждые 100 женщин старше 18 приходилось 107,8 мужчин.
Средний годовой доход домохозяйства составлял 34 063 доллара, а средний годовой доход семьи —  38 750 долларов. Средний доход мужчин —  21 563  доллара, в то время как у женщин — 20 625. Доход на душу населения составил 14 140 долларов. За чертой бедности находились 2,9 % семей и 4,6 % всего населения тауншипа, из которых 3,4 % младше 18 лет.